# هورشباخ
هورشباخ (به آلمانی: Horschbach) یک شهر در آلمان است که در Altenglan واقع شده‌است. هورشباخ ۲۶۲ نفر جمعیت دارد.